# 중위안다포

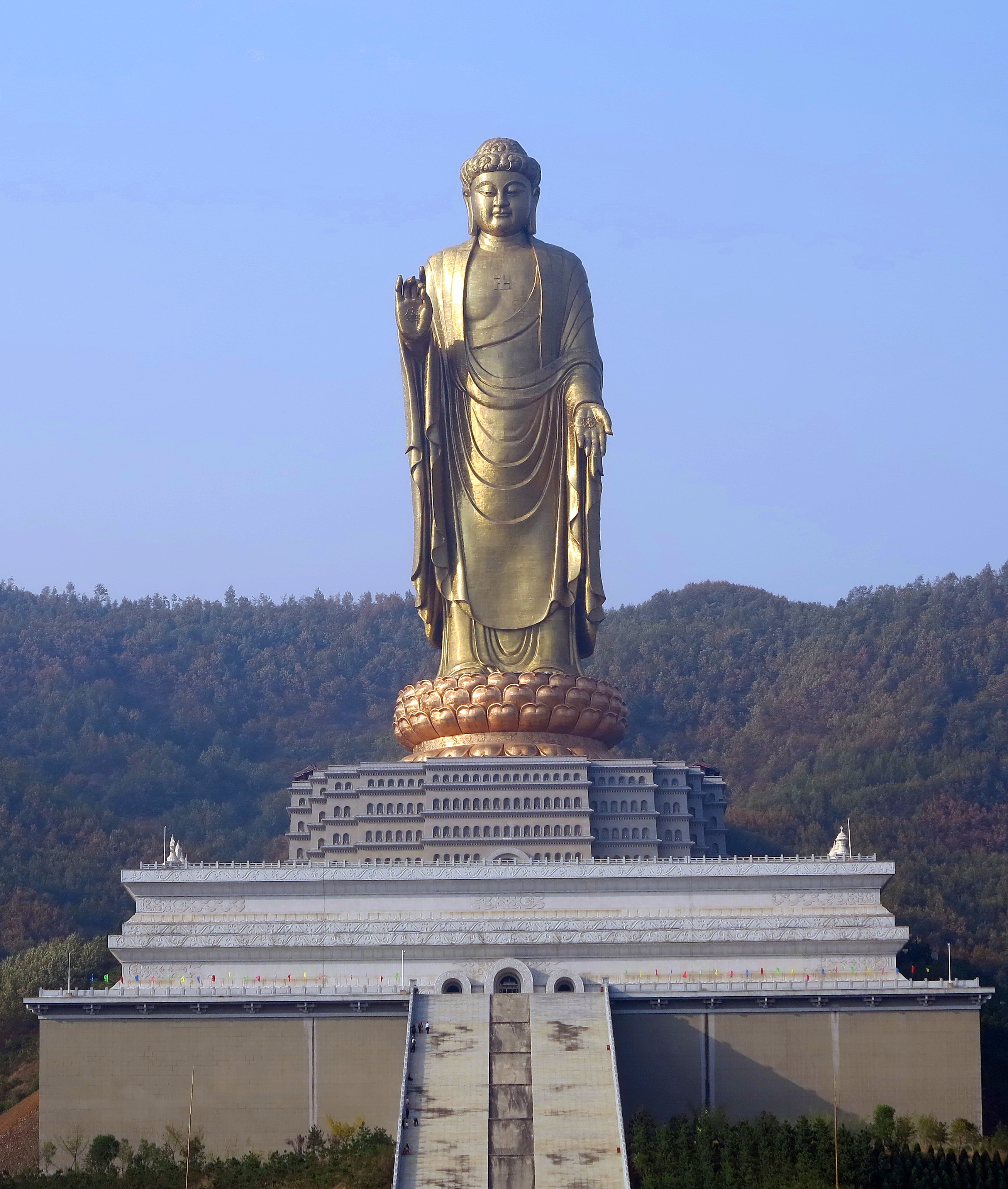

중위안다포(中原大佛, 鲁山大佛, 魯山大佛)는 중화인민공화국 허난성 루산현 (핑딩산시) 자오춘향에 위치한 비로자나불을 묘사한 거대한 불상으로, 1997년부터 2008년 사이에 건립되었다. 311번 국도와 가까운 포두산 풍경구(Fodoshan Scenic Area) 내에 위치하고 있다. 25미터(82피트)의 연꽃 왕좌를 제외하고 128미터(420피트)로 인도 구자라트주의 통일의 조각상 다음으로 세계에서 두 번째로 높은 동상이다. 통일의 조각상은 2018년에 높이 182미터(597피트)로 이를 넘어섰다.

## 같이 보기
- 가장 큰 조각상 목록